# David Ormsby-Gore, 5:e baron Harlech
William David Ormsby-Gore, 5:e baron Harlech född 20 maj 1918, död 26 januari 1985, känd som David Ormsby-Gore till juni 1961 och som Sir David Orsmby-Gore fram till februari 1964, var en brittisk diplomat och konservativ politiker.

## Biografi

### Uppväxt
William David Ormsby-Gore föddes i en anglo-irländsk aristokratisk familj den 20 maj 1918 i Westminster, London, som andre son till William Ormsby-Gore, 4:e baron Harlech, en konservativ politiker, och Lady Beatrice Edith Mildred Gascoyne-Cecil. Hans morfarsfar var den brittiske premiärministern markisen av Salisbury. Han utbildades vid St Cyprian's School, Eton College och New College, Oxford.
En välkänd historia som berättas om honom på Eton är när en pojke i hans elevhus hade tagit livet av sig och husföreståndaren kallade samman pojkarna och frågade om någon av dem hade någon aning om varför hade hänt. Ormsby-Gore räckte upp handen och frågade: "Snälla magistern, kan det ha varit maten?"
År 1939 togs han värvning i Royal Artillery, tjänstgjorde i spaningsenheten "Phantom" och arbetade med luftburna och andra specialenheter. I slutet av andra världskriget hade han majors grad i generalstaben.
Efter kriget överlämnade hans far all sin mark till honom, och Ormsby-Gore brukade de 200 tunnland i Woodhill Estate, Oswestry, Shropshire. År 1948 utnämndes han till major i Shropshire Yeomanry, men tog avsked 1950.

### Politisk karriär

#### Parlamentsledamot
Vid valet 1950 valdes han till parlamentsledamot för Oswestry, vilket han förblev till 1961. Under premiärminister Anthony Eden tjänstgjorde han en kort tid, från november 1956 till januari 1957, som understatssekreterare för utrikes frågor. och under premiärminister Harold Macmillan var han från 1957 till 1961 utrikesminister. Efter att John F. Kennedy valts till USA:s president utnämndes han till brittisk ambassadör i USA den 18 oktober 1961. En brittisk ambassadör kan inte samtidigt vara parlamentsledamot, men då en ledamot av parlamentet formellt sett inte kan avstå sin plats måste hen tilldelas en position med förmåner av något slag och på så sätt kringgå bestämmelsen och kunna avgå från parlamentet.

#### Amerikansk ambassadör
Ormsby-Gore kände Kennedy väl från dennes tid i London, där hans far Joseph Kennedy hade tjänstgjort som amerikansk ambassadör. Liksom Macmillan var Ormsby-Gore avlägset släkt med Kennedy, men hade en närmare relation än Macmillan till den tillträdande presidenten och hans bror Robert. Sex månader efter att Kennedy tillträtt som president befann sig Ormsby-Gore i Washington D.C. Han kallades under Kennedyadministrationen för "vår typ av ambassadör" och försåg Kennedy med en ström av råd och kubanska cigarrer via sin diplomatväska. Han var nästan en invånare i Vita huset och var mer en vän till familjen än bara en ambassadör. Efter mordet på president Kennedy ryktades det om en romans mellan Ormsby-Gore och Jacqueline Kennedy. 1968 friade han till henne, men hon gick inte med på det. Ormsby-Gore var en av dem som bar kistan vid Robert F. Kennedys begravning tillsammans med Robert McNamara, John Glenn, W. Averell Harriman, C. Douglas Dillon, Kirk Lemoyne Billings (skolkamrat till John F. Kennedy), Stephen Edward Smith (make till Jean Ann Kennedy), David Hackett, Jim Whittaker och John Seigenthaler. Under Lyndon B. Johnsons administration var relationerna mer formella men förblev utmärkta och Ormsby-Gore behöll sin position efter att Labourregeringen tog makten i Storbritannien 1964.
Ormsby-Gore, som var en stark motståndare till oljefatspolitiken och avfärdade fenomenet på ett bryskt sätt: "Det skulle verkligen vara en tragedi om mänsklighetens historia inte visade sig vara något annat än historien om en apa som leker med en tändsticksask på en bensintipp." Omfattningen av hans inflytande över Kennedyadministrationen är omtvistad. Oförmögen att övertala den amerikanska regeringen att gå med på den brittiska linjen i fråga om Jemen och Kongo, eller att gå vidare med vare sig en förhandlingslösning med den sovjetiske premiärministern Nikita Chrusjtjov om Berlin eller Skybolt-programmet för ballistiska missiler, spelade han ändå en viktig roll under Kubakrisen och såg till att Storbritanniens åsikter beaktades av den amerikanska regeringen.
Ormsby-Gores och Macmillans vänskap med John F. Kennedy bidrog till att säkra det första provstoppsavtalet 1963. Macmillan och Ormsby-Gore hade försökt få till stånd ett provstoppsavtal med ryssarna under de senaste tio åren, och vann över Kennedy genom brev från Macmillan och uppriktiga diskussioner mellan Ormsby-Gore och Kennedy. De övertalade honom att agera som en statsman och sluta provstoppsavtal med Sovjetunionen och inte vara rädd för att bli stämplad som en eftergiftspolitiker av politiska motståndare i USA.
Ormsby-Gore deltog i vad som kallas ett "tjugofemårigt samtal om ledarens roll i ett demokratiskt samhälle". Han uppmuntrade Kennedy att förbli fokuserad på frågor som är relevanta för världen och framtiden, snarare än att försöka skydda sig själv politiskt.
Enligt hertiginnan av Devonshire, som reste med den brittiska delegationen till Kennedys begravning i november 1963, hade Macmillans efterträdare som premiärminister, Alec Douglas-Home, velat utnämna Ormsby-Gore till utrikesminister, men R.A. Butler hade insisterat på att få denna post som ett villkor för att få tjänstgöra under Home. Efter mordet på Kennedy inledde Ormsby-Gore ett förhållande med hans änka Jacqueline och åkte på semester med henne i Kambodja. Han friade till henne 1967 men fick avslag. När hon 1968 gifte sig med den grekiske skeppsmagnaten Aristoteles Onassis vände sig Lord Harlech emot henne och skrev och bad henne att ändra sig.

### Pensionering
Ormsby-Gore avgick som ambassadör 1965, ett år efter sin fars död, och tog plats i överhuset som Baron Harlech, där han under en kort tid även innehade posten som vice ordförande för det konservativa partiet. Han hade också en framgångsrik karriär som TV-chef, grundade HTV och tjänstgjorde som ordförande för British Board of Film Classification. Han hade ett aktivt intresse för avantgarde och var under nästan tio år, med början 1969, beskyddare av Institutet för forskning i konst och teknik. Åren 1971–1972 var han vice ordförande i Pearce-kommissionen. År 1972 arrangerade Harlech tillsammans med skådespelaren Stanley Baker en fyra dagar lång festival i närheten av Lincoln.

## Familj
Den 9 februari 1940 gifte sig Lord Harlech med Sylvia Lloyd Thomas (1920–1967), dotter till Hugh Lloyd Thomas, envoyé i Frankrike mellan 1935 och 1938, och Guendaline Ada Bellew. Innan Lady Harlech dog i en bilolycka den 30 maj 1967 fick de fem barn:
- Julian Hugh Ormsby-Gore (1940–1974), som dog av skottskador, ett uppenbart självmord.[21]
- Jane Teresa Denyse Ormsby-Gore (f. 1942), som sades ha haft en affär med Mick Jagger under 1960-talet. Vissa anser att Rolling Stones-låten "Lady Jane" handlar om henne.[22] Hon gifte sig med Michael Rainey 1966 (skilda 1984) och bodde på Brogyntyn Home Farm, Oswestry.
- Victoria Mary Ormsby-Gore (f. 1946).
- Alice Magdalen Sarah Ormsby-Gore (1952-1995), som var flickvän till Eric Clapton från 1969-1974. Hon dog av en heroinöverdos 1995.
- Francis David Ormsby-Gore, 6:e baron Harlech (1954–2016), som gifte sig med Amanda Jane Grieve (f. 1959), dotter till Alan Grieve.[23]

År 1968 friade Lord Harlech till änkan Jacqueline Kennedy, som han hade varit vän med sedan innan hennes man mördades. Jacqueline Kennedy avböjde hans erbjudande om äktenskap i ett brev och skrev: "Om jag någonsin kan finna lite läkning och lite tröst – måste det vara med någon som inte är en del av hela min värld av tidigare och smärta ... Jag kan finna det nu, om världen tillåter oss." Hon gifte sig senare med Aristoteles Onassis.
Den 11 december 1969 gifte sig Lord Harlech med den amerikanska societetsdamen Pamela Colin, dotter till en av Manhattans främsta affärsjurister, som själv var redaktör för tidningen Vogue i London och sedan matredaktör för brittiska Vogue. Bröllopet bevistades av prinsessan Margaret, hertigen och hertiginnan av Devonshire, earlen och grevinnan av Drogheda, earlen och grevinnan av Airlie, grevinnan Gowrie, lord och lady David Cecil, Sir Fitzroy Maclean, J. J. Astor och Michael Astor. De fick en dotter:
- Pandora Beatrice Ormsby-Gore (född april 1972)

### Död
Lord Harlech skadades allvarligt i en bilolycka vid Montford Bridge nära Shrewsbury på kvällen den 25 januari 1985 och dog på Royal Shrewsbury Hospital följande morgon, 66 år gammal.  Senator Edward Kennedy, Jacqueline Onassis och andra Kennedy-familjemedlemmar närvarade vid hans begravning och gravsättning i Llanfihangel-y-traethau. Han efterträddes som baron av sin andre och ende överlevande son Frans.
Innehållet i Lord Harlechs hus i Glyn Cywarch, inklusive hans regeringsboxar som innehöll utkast från honom och många brev från Jackie Kennedy som illustrerar deras nära relation, auktionerades ut på Bonhams i London i september 2017 på uppdrag av hans barnbarn efter en förhandsvisning i New York. Lådan (vars lås hade varit tvungen att öppnas med fil) och dess innehåll såldes för över 40 000 dollar.